# Martin de Beer
M.E.E. (Martin) de Beer (Heerlerheide, 8 februari 1980) is een Nederlands politicus namens de VVD. Sinds 25 juni 2025 is hij lid van de Tweede Kamer.

## Loopbaan
De Beer doceerde zowel economie als beleidskunde aan de Hogeschool Zuyd. Hij was gemeenteraadslid van Heerlen en lid van de Provinciale Staten van Limburg. Van 2014 tot 2025 was De Beer namens zowel de VVD als D66 wethouder van Heerlen.
Voor de Tweede Kamerverkiezingen van 2023 stond hij op plek 33 van de VVD-lijst, wat niet voldoende was om gekozen te worden. Na het vertrek van Thierry Aartsen als Tweede Kamerlid vanwege zijn toetreding als bewindspersoon tot het kabinet-Schoof werd De Beer op 25 juni 2025 beëdigd als lid van de Tweede Kamer.
Bente Becker · Martin de Beer · Harry Bevers · Bart Bikkers · Martijn Buijsse · Eric van der Burg · Thom van Campen · Rosemarijn Dral · Wendy van Eijk-Nagel · Ulysse Ellian · Silvio Erkens · Peter de Groot · Jeroen Hartsuiker · Arend Kisteman · Daan de Kort · Claire Martens · Wim Meulenkamp · Ingrid Michon-Derkzen · Queeny Rajkowski · Simone Richardson · Hester Veltman-Kamp · Ruud Verkuijlen · Aukje de Vries · Dilan Yeşilgöz
- Parlement.com: vm6pke329rs8